# Urocystis clintoniae
Urocystis clintoniae är en svampart som först beskrevs av Vladimir Leontjevitj Komarov 1869–1945, och fick sitt nu gällande namn av Uljan. ex Govorova 1990. Urocystis clintoniae ingår i släktet Urocystis och familjen Urocystidaceae.   Inga underarter finns listade i Catalogue of Life.